# 메모리얼 스타디움 (시애틀)
메모리얼 스타디움(Memorial Stadium)는 워싱턴주 시애틀에 있는 미국의 다목적 경기장이다. 시애틀 센터 부지내에 위치하고 있으며 NWSL 시애틀 레인 FC의 홈경기장이다.